# Tessère

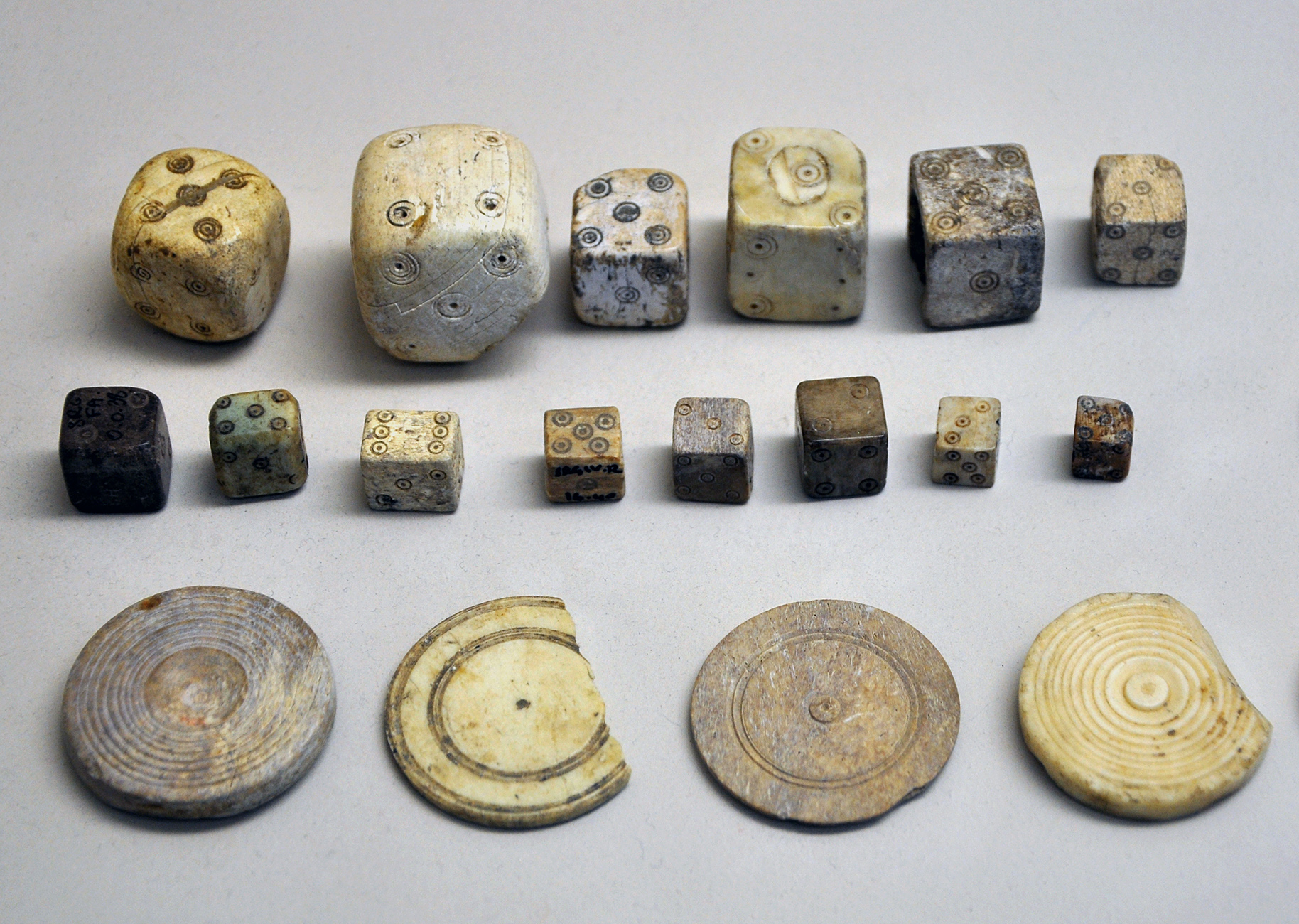
Dés et jetons en os - Musée gallo-romain de Saint-Romain-en-Gal.

Dans l'antiquité romaine, une tessère (en latin tessera) était une sorte de jeton servant entre autres de billet d'entrée pour les spectacles.
Tamponné dans un tesson d'argile, un numéro d'entrée et de rangée étaient inscrits pour les spectateurs assistant à un événement dans un amphithéâtre ou une arène. Par exemple, au-dessus des portes du Colisée à Rome, des nombres correspondant à ceux tamponnés sur la tessère du spectateur étaient gravés. Les Tesserae frumentariae et nummariae étaient des jetons donnés à certains moments par les magistrats romains aux citoyens, en échange d'une quantité fixe reçue de blé ou d'argent.

## Histoire

### Grèce antique

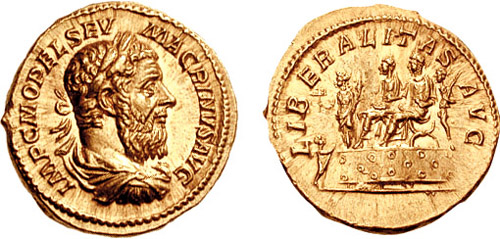
Aureus de l'empereur romain Macrin montrant l'empereur donnant des tesserae au peuple.

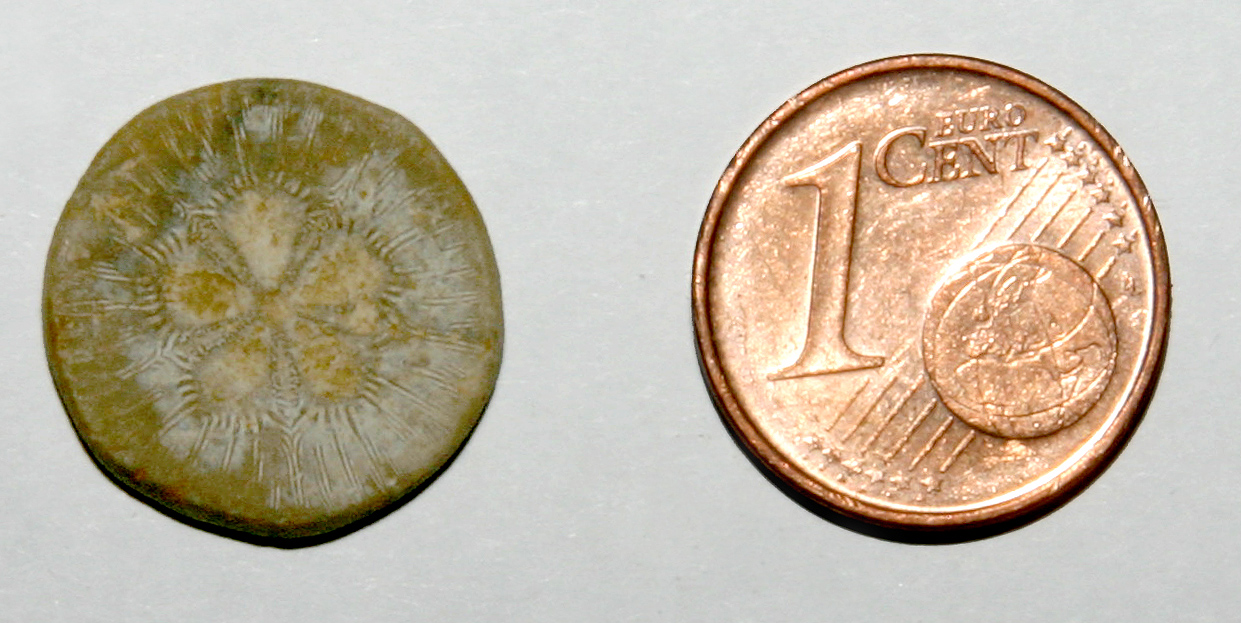
Tessère romaine comparée à une pièce d'un cent.

Dans l'Héliée, selon les juges requis, un nombre égal de tablettes était enlevé, par tirage, d'un ensemble de cent caisses. Chaque tablette tirée était assignée à un tribunal. Ensuite, toutes les tablettes se plaçaient dans la deuxième série de caisses. Toutes les tablettes de juges assignées à un tribunal déterminé étaient placées dans la caisse qui portait la lettre correspondant à ce tribunal. Des bâtons permettaient de distinguer la charge du juge, car ils étaient de la même couleur que le linteau de la porte du tribunal assigné au juge. Le juge le remettait après son entrée au tribunal et recevait une tessère ou un mot de passe officiel (sýmbolon) en échange. La tessère servait ensuite à réclamer le paiement du triobole (monnaie de trois oboles).

### Rome antique
Dans la Rome antique, la tessère est le nom donné à quelques petites plaques de diverses formes et destinées à des usages très variés. C'est également le nom donné aux dés. Pour les Romains, les tessères étaient des sauf-conduits militaires pour permettre le passage de personnes par des lieux concrets ou des villes, mais ils n'avaient pas la valeur d'amitié ou d'hospitalité comme dans le cas des tessères celtibères. Elles ont eu une fonction importante dans le domaine militaire, en portant des ordres ou des mots de passe. Il existait également un soldat chargé des tessères dans le domaine militaire appelé tesserarius,, qui avait des fonctions très importantes puisqu'il transmettait les ordres, par exemple dans le but de confondre l'ennemi. En principe, il s'agissait de monnaies cassées et chacune des parties en possédaient un morceau. Plus tard, la plèbe romaine pouvait aussi utiliser des tesserae, par exemple, pour avoir accès à la distribution de blé ou encore aux théâtres et aux jeux du cirque.

### Espagne antique
Les pactes d'hospitalité (hospititum) sont une coutume très commune entre les peuples de la Celtibérie. Ils sont sacrés et inviolables. Dans les époques les plus anciennes, ils sont antérieurement verbaux (en présence de témoins et avec un rite druidique amenant les dieux comme garants), mais avec l'élaboration d'une tessère le pacte restait scellé, c'est en quelque sorte un document similaire à ce que sont aujourd'hui les contrats signés devant un notaire. La relation était basée sur un engagement juridique, entre un individu et une ville ou entre des communautés sur le long terme car la transmission de la tessère à travers les générations permettait de maintenir la relation ou l'accord. Au début de la conquête romaine de l'Hispanie, les tessères se sont généralisées, souvent sur un support de bronze et écrites dans un alphabet ibérique. Cet héritage écrit, avec les bronzes de Botorrita (une série de plaques de bronze du Ier siècle av. J.-C. trouvées à Contrebia Belaisca, Cabezo de las Mina, près de l'actuelle Botorrita, dans les environs de Saragosse), est l'une des sources documentaires principales pour l'étude des modes de vie, de coutumes, des noms de villes et des rites de ces époques.
Les formes sont très variées : des mains entrelacées, géométriques et, surtout, zoomorphes : cheval, sanglier, un poisson, porc, colombe, taureau... Il existe aussi des tessères formées de deux parties semblables et complémentaires, qui s'emboîtent chacune l'une dans l'autre, et dans quelques cas, elles permettent de compléter l'inscription d'un pacte. Les tessères les plus connues dans ce domaine sont la tessère géométrique de La Custodia (Viana, Navarre), la tessère de Folgoso do Courel (Lugo) et la tessère cantabre de Monte Cildá (Palencia).
|                                                              |
| Reproduction d'une tessère celtibère de provenance inconnue. |

|                                        |
| Tessère d'Uxama Argaela (Osma, Soria). |

|                                                                                    |
| Tessère d'hospitalité de l'antique Munigua (Villanueva del Río, Séville, Espagne). |

## Description
Ce mot, qui vient probablement de la même racine que le grec Tessares, ne devait désigner à l'origine que des objets carrés, rectangulaires ou cubiques ; puis on l'a, dès l'Antiquité, appliqué à des objets de toutes formes qui servaient aux mêmes usages. On désigne ainsi sous ce nom :
- des carreaux de pierre entrant dans la composition d'un carrelage. Les diminutifs tessella et tesserula ont été appliqués aux petits dés cubiques dont l'assemblage formait une mosaïque.
- des tessères à jouer dont :
  - des dés cubiques, semblables aux dés modernes, et dont les six faces portaient six valeurs, de 1 à 6, représentées chacune par des points gravés en creux. Dans les exemplaires connus, le point est souvent entouré d'un cercle ou de deux cercles concentriques, et les valeurs indiquées sur deux faces opposées et parallèles sont réparties de façon à donner toujours le total de sept. On appelait l'as unio, le deux binio, le trois trinio, le quatre quaternio, le cinq quinio et le six senio.  Il existe cependant certains dés antiques où les points sont remplacés par des lettres. L'usage le plus répandu était de jouer avec trois dés, mais depuis le commencement de l'Empire au moins on jouait souvent avec deux dés au lieu de trois.
  - des polyèdres à vingt faces, dont chacune porte une des lettres de l'alphabet, soit grec, soit latin, depuis A jusqu'à Y (ou V).
  - des polyèdres à dix-neuf faces, dont chacune porte un chiffre romain depuis I jusqu'à X, et au-delà de dix en dix jusqu'à C (mais le nombre LXXX manque, et le nombre XX revient deux fois)
  - des polyèdres à dix-huit faces, formées en abattant les arêtes d'un dé cubique par un plan oblique. Les six faces carrées du cube primitif sont remplies par six couples de lettres latines ND, NG, NH, LS, SZ, TA. Dans les douze pans coupés sont gravés des points représentant des nombres depuis 1 jusqu'à 12.
  - des bâtonnets de jeu. Généralement en os, longs de 8 à 10 cm, leur extrémité supérieure se termine par une sorte de petit disque ou de bouton, qui permettait de les saisir plus facilement, peut-être parce qu'on devait les tirer d'un sac ou d'une urne. Chacun porte un mot gravé sur sa face antérieure, parfois un adjectif favorable, parfois un vocatif injurieux ou ironique.
  - des pions de jeu de forme ronde. Certains ne portent ni chiffres, ni inscriptions, ni sujets figurés d'aucun genre, et sont des pions de la forme la plus simple. D'autres sont gravés au droit une figure, à l'avers une inscription, un chiffre romain et un chiffre grec, qui servaient à un jeu qui a été en faveur dans tout le monde romain depuis le commencement de l'Empire jusqu'à la fin.
- des plombs de commerce. Fixés ou suspendus à une marchandise, ils jouent le rôle de cachets ou de sceaux. Leur forme la plus ordinaire, à l'époque impériale, est celle d'un bouton, dont la queue a été perforée pour donner passage à la ficelle. Ces pièces étaient fixées sur des sacs ou des ballots de marchandises expédiées, soit par des particuliers, soit par un des nombreux bureaux de l'administration impériale.
- des jetons de présence ou d'identité, signe de reconnaissance. À Rome, ils datent de l'époque impériale (les plus anciens sont contemporains d'Auguste), et leur usage a été emprunté à la Grèce. Coulées en plomb, ces tessères eurent plusieurs usages :
  - Distributions de blé : lors d'une frumentatio (distribution régulière) ou d'un congiaire (distribution extraordinaire), l'identité du citoyen inscrit pour y participer était toujours attestée par un jeton, en échange duquel il emportait son dû. On distingue les tesserae frumentariae, donnant droit à une certaine quantité de blé, et les tesserae nummariae, donnant droit à une certaine somme d'argent. Aux congiaires particuliers des empereurs, depuis Auguste jusqu'à Claude, se rapportent des jetons en bronze, qui offrent au droit l'image du prince et au revers un chiffre indiquant sans doute une section de l'annone (les effigies des empereurs disparaissent de ces jetons après Commode). Les jetons de plomb servent, à la même époque, pour les frumentationes régulières et pour les congiaires donnés par des membres de la famille impériale. Aux distributions des empereurs et de l'État il faut ajouter celles qui furent faites par les soins des municipalités ou par de riches particuliers.
  - Spectacles : pendant tout l'Empire on distribua régulièrement à la classe pauvre des jetons d'entrée pour les spectacles publics. La direction de ce service appartenait, sous les premiers empereurs, aux préteurs, qualifiés, dans cette fonction spéciale, de curatores ludorum. À partir de Claude, les jeux donnés par les empereurs eux-mêmes furent placés sous la surveillance de procuratores. Les plombs trouvés à Rome mentionnent plusieurs personnages qui ont été revêtus de l'une ou de l'autre charge. Un grand nombre des plombs portent des inscriptions qui en rendent l'attribution certaine, suivant qu'elles concernent le théâtre, la gladiature ou les chasses de l'amphithéâtre. Les courses du cirque forment aussi une série très abondante. Les types sont en rapport avec cette destination ; ce sont toujours des figures empruntées aux jeux publics, gladiateurs, cochers, chevaux, animaux sauvages, etc.
  - Loteries : les tesserae missiles sont des bons de loterie lancés à la foule pendant le spectacle. Faits de bois, ils avaient souvent une forme ronde.
  - Associations municipales de jeunes gens : ces associations émirent des tessères qui étaient des jetons d'entrée pour les jeux dont elles faisaient les frais. Quelques-unes cependant ont pu servir à des distributions de vivres, payées sur leur caisse particulière.
  - Corporations : les collèges et les sodalités ont employé des tessères de plomb soit pour constater la présence de leurs membres, soit pour les convier aux grandes fêtes civiles et religieuses de l'État, ou aux anniversaires qui leur étaient chers à divers titres. Représentant les attributs des métiers manuels, embarcations des bateliers, sacs des portefaix, poissons des pêcheurs, véhicules des voituriers, amphores des marchands de vin, etc., elles indiquent le mois et le jour de la fête où on devait les utiliser, ou encore le nom de la personne qui avait fourni les fonds nécessaires, et quelquefois la mesure de blé ou de vin à recevoir.
  - Tessères des particuliers : certains jetons ont joué, dans diverses exploitations, le rôle d'une monnaie fiduciaire qui n'était d'aucune valeur au-dehors, mais qui, à défaut de la monnaie divisionnaire, trop rare dans la caisse, facilitait les comptes des gens de service pour les petits paiements.
  - Tessera hospitalis, tessère d'hospitalité, signe d'identité : ces tessères permettaient de reconnaître un hôte, auquel on était lié par un contrat privé ou public
  - Tessera militaris : tessère qu'un chef de troupe faisait circuler de main en main parmi ses soldats, pour qu'ils pussent se reconnaître entre eux et, en cas de doute, distinguer l'ami de l'ennemi ; c'était donc, comme les autres tessères, un signe d'identité ; il était utile surtout pendant les gardes de nuit. Le chef y inscrivait le mot d'ordre qui, le plus souvent, n'allait pas au-delà d'une formule très courte, facile à retenir, destinée à être échangée à voix basse par les sentinelles ; quelquefois cependant la tessère pouvait porter aussi l'indication d'un mouvement à exécuter. Dans les légions romaines, c'était le légat qui donnait le mot d'ordre ; la tessère, remise par lui aux tribuns, était communiquée ensuite à chaque manipule et à chaque turme par un sous-officier affecté spécialement à ce service et désigné sous le nom de tesserarius. Après avoir fait le tour de toutes les compagnies, elle revenait aux tribuns par la même voie.

## Annexe

#### Fond antique
- Cicéron, De oratore, 55 av. J.-C.
- Polybe, Histoires
- Végèce, Epitoma rei militaris.

#### XIXesiècle
- Jules Adrien Blanchet, «Tessères antiques, théâtrales et autres », Revue archéologique, série 3, tome XIII, 1889, p. 225-242 et 369-380.
- Jules Adrien Blanchet, «Tessères antiques, théâtrales et autres (suite et fin) », Revue archéologique, série 3, tome XIV, 1889, p. 64-80 et 243-257.
- « Tessère », dans Charles Victor Daremberg et Edmond Saglio (dir.), Dictionnaire des Antiquités grecques et romaines, 1877-1919 [détail de l’édition] (lire en ligne) (« quelques transcriptions d'articles », sur mediterranees.net)
- Henri Graillot, «Une collection de tessères», Mélanges d’archéologie et d’histoire, n°16, 1896, p. 299-314.
- (en) Sir William Smith, A dictionary of Greek and Roman antiquities, Little, Brown, and Co., 1859, 2e éd. (lire en ligne)

#### Ouvrage
- (es) Aureliano Fernández-Guerra y Orbe, Una nueva tésera de hospitalidad en las ruinas de Clunia : Boletín de la Real Academia de la Historia, t. 12, mai 1888 (lire en ligne)

#### Articles
- Éloïse Letellier, « Aller au théâtre dans les villes romaines. Une approche historique et archéologique », Histoire urbaine, n° 38, décembre 2013, p. 37-60.
- (es) Eduardo Peralta Labrador, « La tésera cántabra de Monte Cildá (Olleros de Pisuerga, Palencia) », Revistas Científicas Complutenses, Complutum, no 4,‎ 1993, p. 223-226 (ISSN 1131-6993, lire en ligne, consulté le 2 mars 2017)
- (es) Luciano Pérez Vilatela, « Aspectos de la tésera latina de Fuentes Claras », Revista de filología, Alazet, no 5,‎ 1993, p. 127-150 (ISSN 0214-7602, lire en ligne, consulté le 2 mars 2017)
- (es) Francisco Javier Rubio Orecilla, « La tésera celtibérica de Sasamón (K14.1) », Revista de lingüística y filología clásica, Emerita, vol. 72, no 1,‎ 2004, p. 121-154 (ISSN 0013-6662, lire en ligne, consulté le 2 mars 2017)